# Château d'Haldenstein
Ne doit pas être confondu avec Ruine d'Haldenstein.
Le château d'Haldenstein, appelée en allemand Schloss Haldenstein, est une maison forte située sur le territoire de la commune grisonne d'Haldenstein, en Suisse.

## Histoire
Le château est construit au début du XVIe siècle sur l'ordre de Jean Jacques de Castion, alors propriétaire de l'ancien château situé sur un piton rocheux en surplomb du village. Il passe ensuite entre les mains de la famille von Salis qui le fait agrandir en y ajoutant un étage en 1731. Partiellement détruit par un incendie à la fin des travaux, il est rapidement reconstruit. Entre 1763 et 1771, il accueille un philanthropin qui sera ensuite transféré dans le château de Marchlins.
De nos jours, le bâtiment est inscrit comme bien culturel d'importance nationale après une importante restauration menée entre 1986 et 2005. Propriété d'une fondation, il accueille l'administration communale et le service archéologique du canton des Grisons. Chaque année, un festival du jardin au printemps et un opéra pendant l'été y sont organisés.

## Sources
- (de) Cet article est partiellement ou en totalité issu de l’article de Wikipédia en allemand intitulé « Schloss Haldenstein » (voir la liste des auteurs).